# Paracladopelma nudiappendiculata
Paracladopelma nudiappendiculata är en tvåvingeart som beskrevs av Kawai 1991. Paracladopelma nudiappendiculata ingår i släktet Paracladopelma och familjen fjädermyggor. Inga underarter finns listade i Catalogue of Life.